# Jack Sibbit
John Ephraim „Jack” Sibbit (ur. 3 kwietnia 1895 w Ancoats, zm. 5 sierpnia 1950 w Manchesterze) – brytyjski kolarz torowy, srebrny medalista olimpijski.

## Kariera
Największy sukces w karierze Jack Sibbit osiągnął w 1928 roku, kiedy wspólnie z Ernestem Chambersem zdobył srebrny medal w wyścigu tandemów podczas igrzysk olimpijskich w Amsterdamie. W zawodach tych Brytyjczycy ulegli jedynie zespołowi Holandii w składzie: Bernard Leene i Daan van Dijk. Był to jednak jedyny medal wywalczony przez Sibbita na międzynarodowej imprezie tej rangi. Na rozgrywanych osiem lat później igrzyskach w Berlinie Brytyjczycy w tym samym składzie zajęli piątą pozycję. Pondto dwukrotnie stawał na podium Grand Prix Kopenhagi: w 1922 roku był trzeci, a w 1926 roku zajął drugie miejsce. Nigdy nie zdobył medalu na torowych mistrzostwach świata.